# Carl Johan Loenbom
Carl Johan Loenbom, född 8 februari 1791 i Tuna socken i Kalmar län, död 17 april 1852, var en svensk präst.
Carl Johan Loenbom var son till kontraktsprosten Johan Loenbom och Maria Rebecka Juringius. Han blev student vid Uppsala universitet 1810, prästvigdes 1815 och efterträdde sin far på kyrkoherdeposten i Misterhults pastorat 1820. 1841 utsågs han till prost.
Han gifte sig 1820 med Augusta Aurora Berg (1802–1888), dotter till sjökaptenen Carl Berg i Misterhult och Anna Charlotta Lindberg. De fick barnen Per Johan Carl (1825–1903), löjtnant, Maria Charlotta Amalia (1827–1869), Josefina (1828–1912), gift med kyrkoherden i Skedevi församling Anders Magnus Wahlgren (därmed anmoder till skådespelarfamiljen Wahlgren), Axel Gustaf (1830–1891), stadsarkitekt i S:t Michel, Finland, Otto Fredrik (1833–1904), livmedikus, Augusta Rebecka (1838–1924), gift med kyrkoherden i Svärdsjö församling, Västerås stift, Gustaf Lorens Rathsman, Carolina Johanna (1839–1911), gift med prosten Hugo Holmberger i Lofta församling, och Emilia Aurora (1844–1905), lärare i Stockholm.